# Karl von Abele
Karl von Abele (* 6. Oktober 1778 in Wien; † 17. November 1835 in Stuttgart) war ein deutscher Jurist, Richter und Archivar.

## Leben und Wirken
Karl von Abele kam mit seinen Eltern 1782 nach Schillingsfürst, wo sein Vater als hohenlohischer Ökonomierat tätig war. Im Jahre 1789 trat er als Schüler in die Hohe Karlsschule in Stuttgart ein. Als diese 1794 aufgelöst wurde, studierte er Rechtswissenschaft an den Universitäten Würzburg und Erlangen. Von 1801 bis 1811 arbeitete er als Archivverweser am Archiv der Fürsten von Hohenlohe-Schillingsfürst. Als Assessor (seit 1804: Regierungsrat) gehörte er zur hohenlohischen Landesregierung. 1811 wechselte er nach Rottenburg/Neckar als Justizrat; 1814 wurde er Oberpolizeidirektor und Oberregierungsrat in Stuttgart und 1818 als Obertribunalrat Richter am Obertribunalgericht Stuttgart. 
Gedruckte Veröffentlichungen von ihm liegen nicht vor. 